# روزا أوتونباييفا
روزا أوتونبايفا (23 أغسطس 1950 -)، سياسية قيرغيزية. تولت منصب وزير الخارجية في قيرغيزستان بفترة سابقة، وهي زعيمة مجموعة برلمانية تعرف باسم حزب قيرغيزستان الاشتراكي الديمقراطي. في 7 أبريل 2010 أعلنت عن نفسها منسقًا مؤقتًا للحكومة الانتقالية في قيرغيزستان بعد أحداث دموية في البلاد أسفرت عن مقتل ما يزيد عن 60 شخصًا. وأعلنت أنها ستحل البرلمان، وستستمر حكومتها ستة أشهر، وستعمل على إعداد دستور جديد للبلاد وإقامة انتخابات ديمقراطية. وقالت أيضًا أنها لن تكرر أخطاء حكومة قربان بيك باقايف.

## روابط خارجية
- روزا أوتونباييفا على موقع IMDb (الإنجليزية)
- روزا أوتونباييفا على موقع الموسوعة البريطانية (الإنجليزية)
- روزا أوتونباييفا على موقع مونزينجر (الألمانية)